# Little Wymondley
Little Wymondley är en by i Wymondley, North Hertfordshire, Hertfordshire i England. Byn är belägen 18 km 
från Hertford. Orten har 988 invånare (2015). Little Wymondley var en civil parish fram till 1937 när blev den en del av Wymondley. Civil parish hade 445 invånare år 1931. Byn nämndes i Domedagsboken (Domesday Book) år 1086, och kallades då Wimundelai.